# Maple Leaf Gardens
Le Maple Leaf Gardens était une salle omnisports située à Toronto en Ontario.

## Histoire
Reconnu comme l'un des arénas les plus mythiques du XXe siècle, le Maple Leaf Gardens a comme principal locataire les Maple Leafs de Toronto durant son existence. Il fut à l'époque le tout premier aréna à posséder un tableau d'affichage central à quatre faces. En 1999, les Maple Leafs y jouent un dernier match contre les Blackhawks de Chicago, équipe qu'ils avaient affronté lors de leur premier match dans cette enceinte le 12 novembre 1931. Ce sont les Blackhawks qui s'imposent lors des deux rencontres. Les Maple Leafs emménagent ensuite le 19 février dans leur nouveau domicile, le Centre Air Canada, un amphithéâtre d'une capacité de plus de 18 800 places assises qui est situé tout près de la Tour CN.
En 2009, Loblaws, une chaîne de supermarchés canadiens, annonce qu'elle veut rénover le Maple Leaf Gardens en coopération avec l'Université Ryerson, maintenant l'Université métropolitaine de Toronto. Il s'agit de transformer la partie haute du Maple Leaf Gardens en un établissement omnisports composé d'une nouveau arène de hockey sur glace et d'un centre d'entraînement physique. La rénovation est terminée en août 2012 et le Maple Leaf Gardens devient le domicile des équipes de hockey sur glace de l'université, les Rams.

## Événements

### Années 1960
- 16 janvier 1968 : 21e Match des étoiles de la Ligue nationale de hockey

### Années 1970
- 28, 29 et 31 décembre 1978 : Rush pour la tournée Hemispheres Tour
- 6 et 7 mai 1979 : Rod Stewart pour la tournée Blondes 'Ave More Fun Tour
- 15 mai 1979 : Van Halen pour la tournée Van Halen Word Vacation Tour
- 4 août 1979 : Kiss pour la tournée Dynasty Tour
- 31 août 1979 : Bee Gees pour la tournée Spirits Having Flown Tour
- 7 octobre 1979 : ABBA pour la tournée ABBA: The Tour
- 1er novembre 1979 : Bob Marley & The Wailers

### Années 1980
- 25 avril 1984 : Ozzy Osbourne pour la tournée Bark at the Moon Tour
- 30 novembre 1984 : Iron Maiden pour la tournée World Slavery Tour
- 2 et 3 décembre 1984 : Prince et The Revolution pour la tournée Purple Rain Tour
- 28 mars 1985 : U2 pour la tournée The Unforgettable Fire Tour
- 23 mai 1985 : Madonna pour la tournée The Virgin Tour
- 23 septembre 1985 : AC/DC pour la tournée Fly on the Wall Tour
- 6 et 7 mars 1986 : Rush pour la tournée Power Windows Tour
- 8 avril 1986 : Kiss pour la tournée Asylum Tour
- 22 juillet 1986 : Bon Jovi pour la tournée Slippery When Wet Tour
- 31 octobre 1986 : David Lee Roth pour la tournée Eat 'Em and Smile Tour
- 9 décembre 1986 : Metallica pour la tournée Damage, Inc. Tour
- 21 et 22 mars 1987 : Iron Maiden pour la tournée Somewhere on Tour
- 19 octobre 1987 : Fleetwood Mac pour la tournée Shake the Cage Tour
- 20 octobre 1987 : Aerosmith pour la tournée Permanant Vacation Tour
- 10 décembre 1987 : Kiss pour la tournée Crazy Nights World Tour
- 9 janvier 1988 : Megadeth pour la tournée So Far, So Good... So What! Tour
- 10 mai 1988 : Stevie Ray Vaughan and Double Trouble pour la tournée Live Alive Tour

### Années 1990
- 17 mars 1995 : Tom Petty and the Heartbreakers

## Galerie

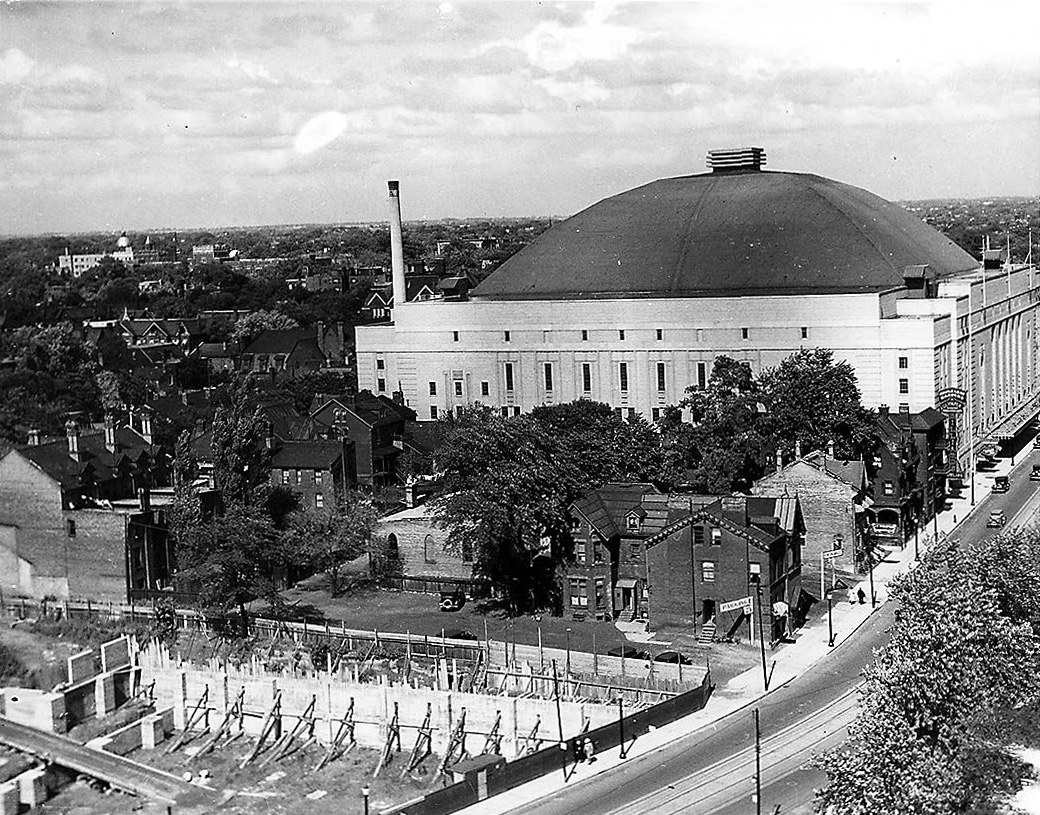
Maple Leaf Gardens en 1934
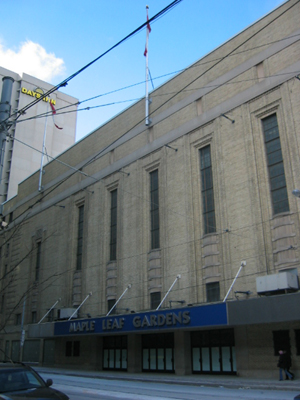
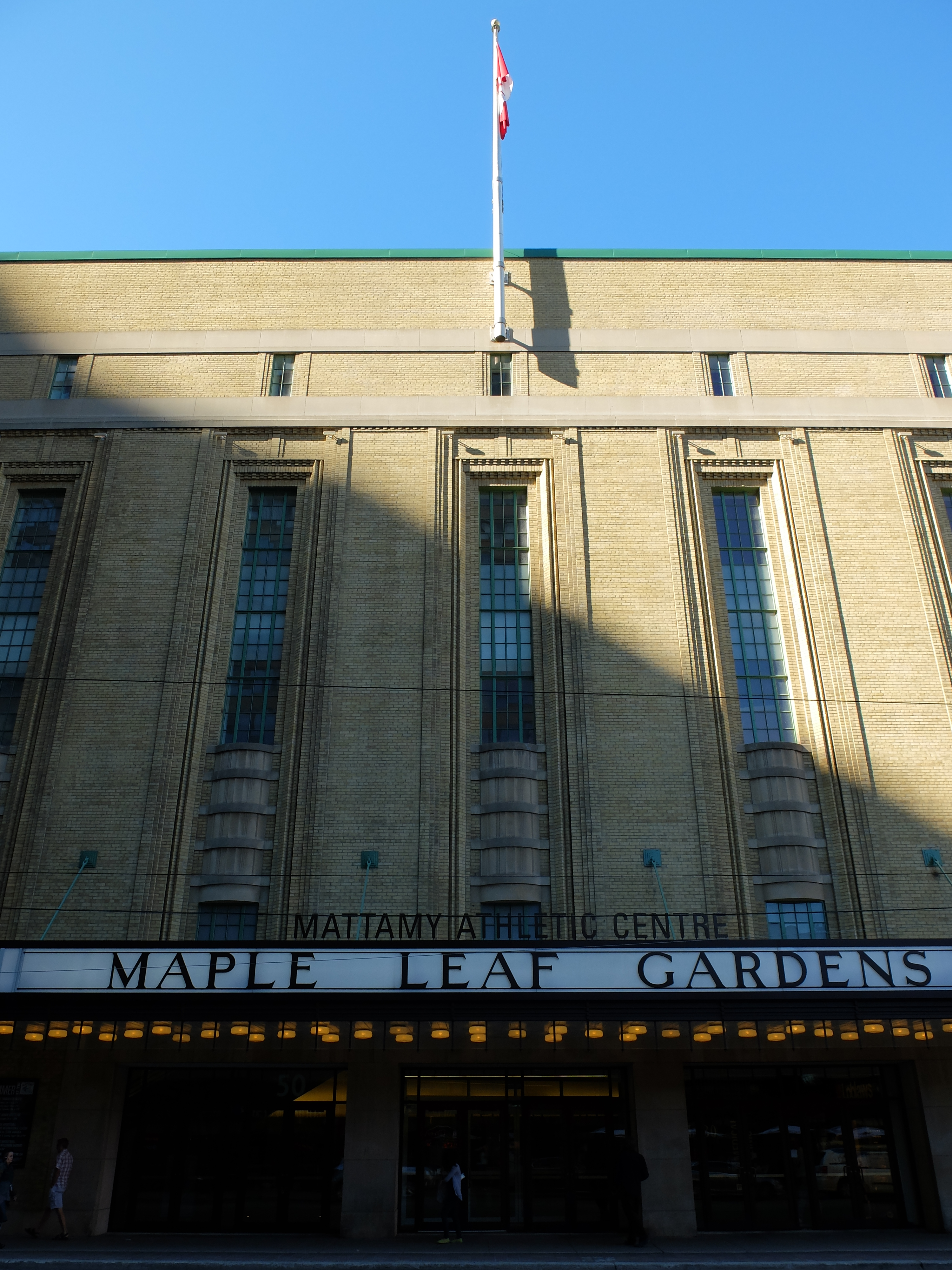
Maple Leaf Gardens en 2013
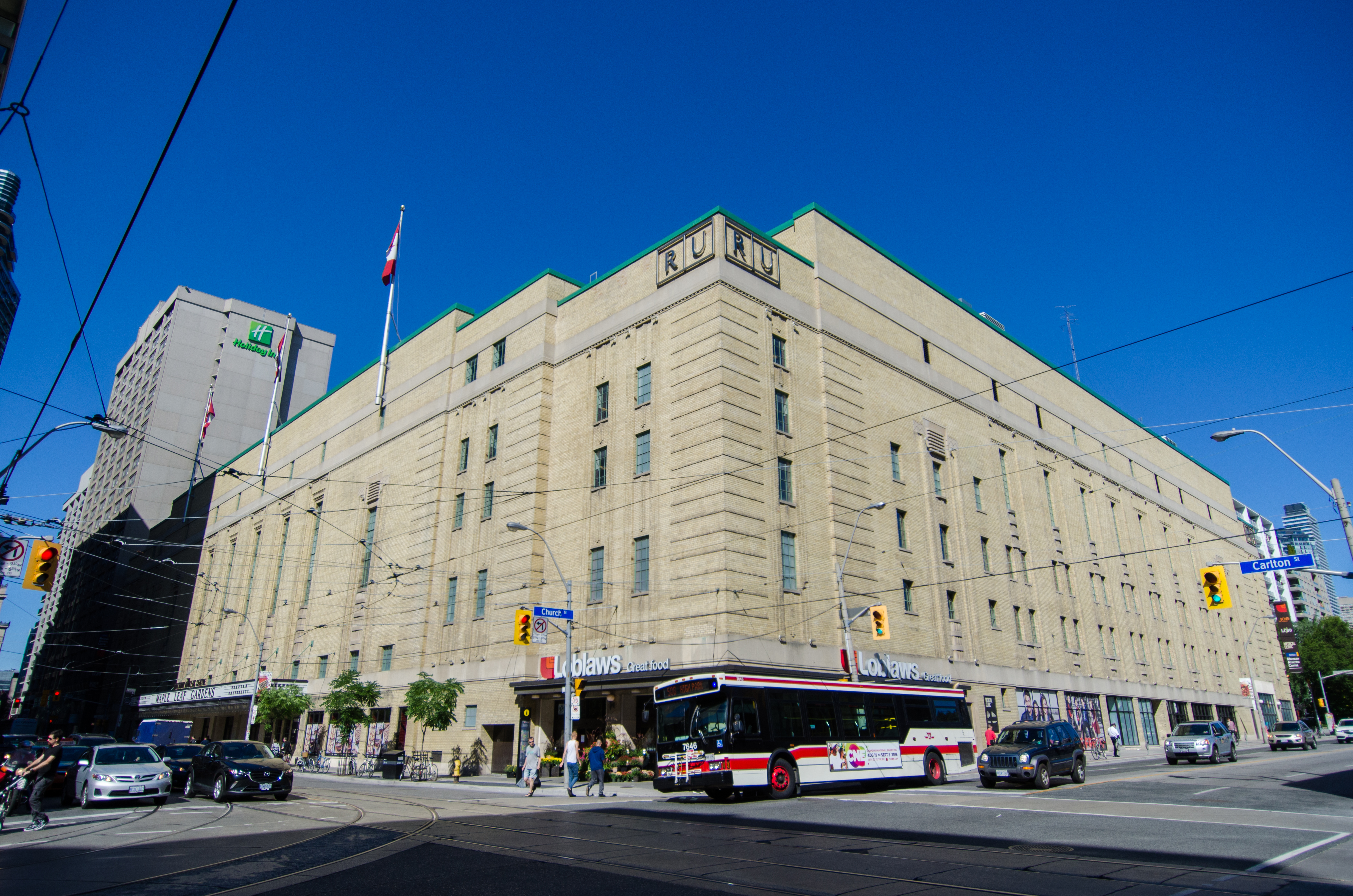